# Last of the Living
Pour plus de détails, voir Fiche technique et Distribution.
Last of the Living est un film de zombies néo-zélandais réalisé en 2008 par Logan McMillan.

## Synopsis
Morgan, Johnny et Ash se contentent de squatter des maisons abandonnées et de boire de la bière depuis que le monde a été envahi par des zombies, à la suite d'une épidémie virale.
Un beau jour, alors qu'ils déménagent, ils tombent sur Stef, une scientifique, qui les pousse à l'aider à transporter un échantillon de sang afin de développer un antidote au virus qui a contaminé l'Humanité.
Nos compères devront alors affronter des zombies toujours plus agressifs, pour arriver à destination.

## Fiche technique
- Titre original : Last of the Living
- Réalisation : Logan McMillan
- Scénario : Logan McMillan
- Photographie : Kirk Pflaum
- Montage : Logan McMillan
- Musique : Kurt Preston, Ben Edwards
- Production : Logan McMillan, Michael D. Sellers
- Distribution : Quantum Releasing
- Format : Couleur - HDV - 2.35 : 1
- Pays :  Nouvelle-Zélande
- Langue : anglais
- Genre : Comédie horrifique et science-fiction
- Durée : 88 minutes
- Date de sortie : 20 octobre 2009 en  France

## Distribution
- Morgan Williams : Morgan
- Robert Faith : Johnny
- Ashleigh Southam : Ash
- Emily Paddon-Brown : Stef
- Mark Hadlow : Le père de Stef